# Dopaminagonist
Dopaminagonist är ett läkemedel/substans som aktiverar dopaminreceptorer genom att verka på samma sätt som neurotransmittorn dopamin.
Dopaminagonister används för att behandla Parkinsons sjukdom och rastlösa ben, samt för att påvisa tumörer i hypofysen.
Nyare atypisk neuroleptika (mediciner mot bland annat psykos) är ofta, till skillnad från tidigare dopaminantagonister (som blockerar receptorer), så kallade partiella dopaminagonister som ger en partiell aktivering av olika dopaminreceptorer och vissa serotoninreceptorer för att jämna ut dopaminnivåerna i hjärnan och därmed stabilisera humör och lindra psykoser. Dessa preparat har oftast färre biverkningar i allmänhet och i då synnerhet färre sexuella biverkningar jämfört med de äldre, dopaminblockerande preparaten.

## Exempel

### Fullvärdiga agonister
- Bromokriptin
- Kabergolin
- Pergolid
- Pramipexol
- Ropinirol
- Apomorfin
- Rotigotin

### Partiella agonister

#### Neuroleptika
- Aripiprazol (partiell agonism av bland annat D2-receptorn)
- Brexpiprazol (partiell agonism av bland annat D2-receptorn)
- Kariprazin (partiell agonism av bland annat D2-receptorn)